# Rekommenderad försändelse
Rekommenderad försändelse (förkortat rek.) är en i de flesta länder förekommande tilläggstjänst till förstaklassbrev. Om brevet skickas som rekommenderat, ansvarar postoperatören för innehållet upp till ett visst belopp. Avsändaren får ett inlämningskvitto och försändelsen kvitteras av mottagaren. 

## Sverige
Postnord ansvarar för innehållet i ett rekommenderat brev upp till 10 000 kronor (andra beloppsgränser gäller i vissa fall). På Postnords webbplats kan avsändaren spåra en rekommenderad försändelse inom Sverige och till ett trettiotal andra länder.